# Bruchhausen-Vilsen
Bruchhausen-Vilsen község Németországban, Alsó-Szászországban, a Diepholzi járásban. Lakosainak száma 9270 fő (2023. december 31.).

## Földrajza
Bruchhausen-Vilsen Schwarme és Martfeld községekkel határos.